# Diocese Católica dos Velhos Católicos na Alemanha
A Diocese Católica dos Velhos Católicos na Alemanha é o órgão alemão membro da União de Utrecht das Antigas Igrejas Católicas, que seguem a teologia ultrajetina. É permitido cobrar o imposto eclesiástico alemão de seus membros. Sua sede episcopal fica em Bonn, assim como sua faculdade de teologia. Seus membros estão concentrados em Colônia, Bonn, Ruhr e sul de Baden. O bispo da diocese é Matthias Ring.

## Prevalência
A paróquia mais antiga da Alemanha fica na ilha de Nordstrand, na Frísia do Norte ; suas origens remontam ao ano de 1654. Foi fundada por católicos ultrajentinos holandeses da Arquidiocese de Utrecht, empregados na construção de diques.
As antigas paróquias católicas estão mais concentradas na Renânia do Norte-Vestfália e em Baden-Württemberg. As paróquias no sul de Baden são muito próximas das paróquias da Igreja Católica Cristã da Suíça, com quem compartilham a herança da Diocese Católica Romana de Constança, favorável à reforma, que foi dissolvida em 1821. Na Baviera, as paróquias católicas antigas estão particularmente concentradas em áreas onde refugiados alemães da Boêmia e da Morávia se estabeleceram após a Segunda Guerra Mundial. Na Renânia-Palatinado, Sarre e Hesse, os velhos católicos estão distribuídos de forma relativamente uniforme. Nas áreas tradicionalmente protestantes do norte e leste da Alemanha, pelo contrário, os limites paroquiais são muito maiores, refletindo a situação da diáspora ali existente.
O bispo católico antigo tem sua sede episcopal em Bonn, que também é a localização do seminário diocesano na Universidade de Bonn, que tem uma cadeira de professor de teologia católica antiga. Desde 20 de março de 2012, Matthias Ring é bispo. Existe apenas uma diocese, que abrange todo o país. A diocese tem sua catedral na Namen-Jesu-Kirche (Igreja do Santo Nome de Jesus ) em Bonn, que foi reformada pelo estado e fornecida aos Velhos Católicos para seu uso a partir de 2 de junho de 2012.